# Opus craticum
Opus craticum ili craticii je starorimska građevinska tehnika koju je Vitruvije opisao u svojim knjigama De architectura kao pleter koji je ožbukan. Često se koristio za izradu pregradnih zidova i podova. Vitruvije je kritizirao ovu građevinsku tehniku kao ozbiljnu opasnost od požara, koja će vjerojatno imati napuknutu žbuku i nije izdržljiva. Preživjeli primjeri pronađeni su u arheološkim iskapanjima u Pompejima i još više u Herkulaneju, koji su zatrpani erupcijom Vezuva 79..
Izraz opus craticium se također koristi za rimsku građevinsku tehniku koja je vrlo slična, ali nije izravno povezana sa skeletnom gradnjom, drvenim okvirom sa zidnom ispunom od kamenja u žbuci zvanom opus incertum, što izaziva zabunu među znanstvenicima. Primjer ove tehnike je Kuća Opusa Craticuma u Herculaneju. Ova zgrada, koja je sagrađena negdje u prvom stoljeću ili ranije, rekonstruirana je u herkulanejskoj Insuli III, br. 13, 14 i 15.
Opus craticum nije bio rimski izum jer se varijacije tehnike nalaze i drugdje u starom Mediteranu. Prije Rimljana, poznato je da su Minojci, Etruščani i Grci koristili slične građevinske tehnike. Najmanje od 13. stoljeća ova vrsta konstrukcije, uobičajena u Europi, na engleskom se nazivala half-timbered, na njemačkom Fachwerk (framework), na španjolskom entramado de madera, a na francuskom colombage.